# نواه غالفن
نواه غالفن (بالإنجليزية: Noah Galvin)‏ هو ممثل أمريكي، ولد في 6 مايو 1994 في Katonah, New York ‏ في الولايات المتحدة.

## وصلات خارجية
- نواه غالفن على موقع IMDb (الإنجليزية)
- نواه غالفن على موقع ألو سيني (الفرنسية)
- نواه غالفن على موقع قاعدة بيانات برودواي على الإنترنت (الإنجليزية)
- نواه غالفن على موقع قاعدة بيانات الفيلم (الإنجليزية)
- نواه غالفن على موقع كينوبويسك (الروسية)